# 8 amici da salvare
8 amici da salvare (Eight Below) è un film drammatico di genere sopravvivenza statunitense del 2006, un remake basato sul film giapponese del 1983 Antarctica di Toshirô Ishidô, Koreyoshi Kurahara, Tatsuo Nogami e Susumu Saji. È stato prodotto da Patrick Crowley e David Hoberman, diretto da Frank Marshall e scritto da David DiGilio, con la musica di Mark Isham. Ha come protagonista Paul Walker nel ruolo principale. Nel cast figurano anche Bruce Greenwood, Moon Bloodgood e Jason Biggs. È stato distribuito nelle sale il 17 febbraio 2006 da Walt Disney Pictures negli Stati Uniti. Il film è ambientato in Antartide ma è stato girato alle Svalbard, in Norvegia; Groenlandia; e Columbia Britannica, Canada. Racconta la storia di una guida di una base di ricerca antartica che rischia la sua vita e quella dei suoi colleghi per salvare i suoi cani. Il film ha ricevuto recensioni positive dalla critica e ha incassato 120.4 milioni di dollari con un budget di 40 milioni di dollari. È tratto da un fatto realmente accaduto.

## Trama
Antartide. Il dottor Davis McClaren, aiutato da Jerry Shepherd, va alla ricerca di un meteorite. Durante la ricerca, i due scienziati vengono sorpresi da una tormenta e sono costretti a lasciare gli otto husky con cui viaggiavano al loro destino.
Jerry è preoccupato perché prima di andare via aveva legato gli otto cani in modo da non poter fuggire. Nell'Antartico la tormenta di neve imperversa e tutti, a parte Old Jack, riescono a liberarsi e a fuggire. Da qui un'estenuante ricerca di cibo per i cani che sono costretti a stare al gelo più di 200 giorni. Muoiono due cani, come già detto Old Jack, sepolto dalla neve portata dalla tormenta, e Dewey, uno dei due gemelli, che scivola da una montagna. I sei cani rimasti saranno messi a dura prova, affrontando i pericoli dell'Antartico e della fame. Jerry riesce a tornare in Antartide con la sua squadra e, quando ha ormai perso le speranze, dall'orizzonte compaiono cinque dei sei cani che corrono incontro alla squadra. Max, il più giovane della muta, conduce Jerry da Maya in fin di vita (ferita da una possente foca leopardo), che si rianima e torna a casa con tutti i suoi amici.

## Produzione
Nel film sono stati utilizzati Alaskan Malamute e un Siberian husky (Max). Ognuno degli otto cani è stato affiancato da altri cani utilizzati come controfigure per alcune scene. In totale sul set sono stati utilizzati oltre trenta cani per ritrarre gli otto animali protagonisti. Max, Maya, Dewey e Buck erano apparsi anche nel film Snow Dogs - 8 cani sotto zero.

## Accoglienza

### Incassi
Nella sua prima settimana di proiezione, Otto amici da salvare ha guadagnato 20 188 176 dollari in 3 066 cinema, guadagnando una media di 6 584 dollari per sala, e debuttando alla prima posizione della classifica dei film più visti negli Stati Uniti nel weekend del 17 febbraio 2006. Il film ha avuto un incasso totale in tutto il mondo di 120 453 565 dollari (81 612 565 negli Stati Uniti e 38 841 000 nel resto del mondo).

## Riconoscimenti
- 2007 - ASCAP Award
  - Top Box Office Films a Mark Isham
- 2007 - Genesis Awards
  - Candidatura come Miglior film per la famiglia

## Riferimenti alla realtà
Il film è ispirato a un fatto di cronaca avvenuto nel 1958, e dal quale era stato già tratto il film del 1983 Antarctica. Nell'adattamento dell'incidente raccontato da 8 amici da salvare, gli eventi sono spostati al 1993, l'ultimo anno in cui i cani da slitta furono usati in Antartide. Nella realtà storica del 1958, quindici Karafuto-Ken (Sakhalin Husky) furono abbandonati quando il team della spedizione si rese conto di non essere in grado di ritornare alla base. Quando la squadra tornò l'anno successivo, due cani erano ancora vivi (Taro e Jiro), sette furono trovati morti ancora incatenati, mentre degli altri sei non furono ritrovate le tracce.